# Eugenia fuscopunctata
Eugenia fuscopunctata är en myrtenväxtart som beskrevs av Hjalmar Frederik Christian Kiaerskov. Eugenia fuscopunctata ingår i släktet Eugenia och familjen myrtenväxter. Inga underarter finns listade i Catalogue of Life.